# Pumahuasi
Pumahuasi es una localidad y municipio del departamento Yavi, en la Provincia de Jujuy, Argentina.

## Ubicación
Se encuentra sobre la Ruta Nacional 9 a 22 km de la ciudad de La Quiaca y 260 km de San Salvador de Jujuy. Forma parte de la Puna jujeña y se encuentra ubicada a unos 3.600 m s. n. m.

## Toponimia
Pumahuasi es un vocablo compuesto por dos palabras quichuas: puma, felino americano, y huasi, casa, lo cual se traduce como casa del puma.

## Población
Cuenta con 190 habitantes (Indec, 2001), lo que representa un incremento del 38,7 % frente a los 138 habitantes (Indec, 1991) del censo anterior.

## Defensa Civil

### Sismicidad
La sismicidad del área de Jujuy es frecuente y de intensidad baja, y un silencio sísmico de terremotos medios a graves cada 40 años.
- Sismo de 1863: aunque dicha actividad geológica catastrófica, ocurre desde épocas prehistóricas, el terremoto del 4 de enero de 1863 (162 años),[2] señaló un hito importante dentro de la historia de eventos sísmicos jujeños, con 6,4 Richter. Pero nada cambió extremando cuidados y/o restringiendo códigos de construcción.[1]
- Sismo de 1948: el 25 de agosto de 1948 (76 años) con 7,0 Richter, el cual destruyó edificaciones y abrió numerosas grietas en inmensas zonas[2][1]
- Sismo de 2009: el 6 de noviembre de 2009 (15 años) con 5,6 Richter